# Federació de Cristians de Catalunya
La Federació de Cristians de Catalunya (FCC) és una associació privada de fidels cristians, constituïda a la diòcesi de Barcelona, que té per objecte la preparació i l'exercici de l'apostolat de l'evangelització i la difusió dels principis cristians i la seva aplicació. Es considera successora de la Federació de Joves Cristians. El 1985 tenia 4.000 membres. Actualment, (2025) no arriba als 70 i es troba en situació de paralització total sense web ni xarxes socials actives 
Anteriorment, constava de 3 subfederacions: Educació, Metges Cristians de Catalunya i Grup Avant de Terrassa.